# 日本の地方独立行政法人一覧
日本の地方独立行政法人一覧（にほんのちほうどくりつぎょうせいほうじんいちらん）は、日本の地方独立行政法人（公立大学法人である地方独立行政法人を除く。）の一覧である。
なお、地方独立行政法人（公立大学法人である地方独立行政法人を除く。地方独立行政法人法第68条第1項）は、その名称中に「地方独立行政法人」という文字を用いなければならない（地方独立行政法人法第4条第1項）。
- 以下の一覧において、地方独立行政法人の設立団体（地方独立行政法人を設立する一又は二以上の地方公共団体）が都道府県でないものについては、その設立団体を括弧書きで示している。
- 都道府県は都道府県コードの順に配列。

## 北海道
- 地方独立行政法人北海道立総合研究機構

## 青森県
- 地方独立行政法人青森県産業技術センター

## 岩手県
- 地方独立行政法人岩手県工業技術センター

## 宮城県
- 地方独立行政法人宮城県立こども病院
- 地方独立行政法人宮城県立病院機構

## 秋田県
- 地方独立行政法人秋田県立病院機構
- 地方独立行政法人秋田県立療育機構
- 地方独立行政法人市立秋田総合病院（秋田市）

## 山形県
- 地方独立行政法人山形県・酒田市病院機構（山形県・酒田市）

## 茨城県
- 地方独立行政法人茨城県西部医療機構（筑西市）

## 栃木県
- 地方独立行政法人新小山市民病院（小山市）
- 地方独立行政法人栃木県立がんセンター（宇都宮市）
- 地方独立行政法人栃木県立リハビリテーションセンター

## 埼玉県
- 地方独立行政法人埼玉県立病院機構

## 千葉県
- 地方独立行政法人さんむ医療センター（山武市）
- 地方独立行政法人東金九十九里地域医療センター（東金市・山武郡九十九里町）
- 地方独立行政法人総合病院国保旭中央病院

## 東京都
- 地方独立行政法人東京都立産業技術研究センター
- 地方独立行政法人東京都健康長寿医療センター
- 地方独立行政法人東京都立病院機構

## 神奈川県
- 地方独立行政法人神奈川県立産業技術総合研究所
- 地方独立行政法人神奈川県立病院機構

## 山梨県
- 地方独立行政法人山梨県立病院機構

## 長野県
- 地方独立行政法人長野県立病院機構
- 地方独立行政法人長野市民病院

## 岐阜県
- 地方独立行政法人岐阜県総合医療センター
- 地方独立行政法人岐阜県立多治見病院
- 地方独立行政法人岐阜県立下呂温泉病院

## 静岡県
- 地方独立行政法人静岡県立病院機構
- 地方独立行政法人静岡市立静岡病院（静岡市）

## 三重県
- 地方独立行政法人三重県立総合医療センター
- 地方独立行政法人桑名市総合医療センター（桑名市）

## 滋賀県
- 地方独立行政法人市立大津市民病院（大津市）

## 京都府
- 地方独立行政法人京都市立病院機構（京都市）
- 地方独立行政法人京都市産業技術研究所（京都市）

## 大阪府
- 地方独立行政法人大阪府立病院機構
- 地方独立行政法人大阪府立環境農林水産総合研究所（羽曳野市）
- 地方独立行政法人大阪市民病院機構（大阪市）
- 地方独立行政法人堺市立病院機構（堺市）
- 地方独立行政法人りんくう総合医療センター（泉佐野市）
- 地方独立行政法人市立吹田市民病院（吹田市）
- 地方独立行政法人市立東大阪医療センター（東大阪市）
- 地方独立行政法人大阪健康安全基盤研究所（大阪市、大阪府立公衆衛生研究所と大阪市立環境科学研究所の衛生部門と統合[1]）
- 地方独立行政法人大阪産業技術研究所（和泉市、大阪府立産業技術総合研究所と大阪市立工業研究所と統合）
- 地方独立行政法人大阪市博物館機構（大阪市）
- 地方独立行政法人天王寺動物園（大阪市）

## 兵庫県
- 地方独立行政法人神戸市民病院機構（神戸市）
- 地方独立行政法人加古川市民病院機構（加古川市）
- 地方独立行政法人明石市立市民病院（明石市）

## 奈良県
- 地方独立行政法人奈良県立病院機構

## 鳥取県
- 地方独立行政法人鳥取県産業技術センター

## 岡山県
- 地方独立行政法人岡山県精神科医療センター
- 地方独立行政法人岡山市立総合医療センター（岡山市）
- 地方独立行政法人玉野医療センター（玉野市）

## 広島県
- 地方独立行政法人広島市立病院機構（広島市）
- 地方独立行政法人府中市病院機構（府中市）

## 山口県
- 地方独立行政法人山口県産業技術センター
- 地方独立行政法人山口県立病院機構
- 地方独立行政法人下関市立市民病院（下関市）

## 徳島県
- 地方独立行政法人徳島県鳴門病院

## 福岡県
- 地方独立行政法人福岡市立病院機構（福岡市）
- 地方独立行政法人大牟田市立病院（大牟田市）
- 地方独立行政法人筑後市立病院（筑後市）
- 地方独立行政法人川崎町立病院（田川郡川崎町）
- 地方独立行政法人くらて病院（鞍手郡鞍手町）
- 地方独立行政法人芦屋中央病院（遠賀郡芦屋町）

## 佐賀県
- 地方独立行政法人佐賀県医療センター好生館

## 長崎県
- 地方独立行政法人長崎市立病院機構（長崎市）
- 地方独立行政法人北松中央病院（佐世保市）
- 地方独立行政法人佐世保市総合医療センター（佐世保市）

## 熊本県
- 地方独立行政法人くまもと県北病院機構（玉名市）

## 宮崎県
- 地方独立行政法人西都児湯医療センター（西都市）

## 沖縄県
- 地方独立行政法人那覇市立病院（那覇市）

## 廃止
- 地方独立行政法人大阪府立産業技術総合研究所（地方独立行政法人大阪産業技術研究所に統合）[2]
- 地方独立行政法人大阪市立工業研究所（地方独立行政法人大阪産業技術研究所に統合）[3]

## 脚註
1. ↑  独立行政法人大阪健康安全基盤研究所
2. ↑  大阪市ホームページ
3. ↑  大阪市ホームページ